# توتاوية
التوتاوية (الاسم العلمي:Moreae) هي قبيلة من النباتات تتبع الفصيلة التوتية من رتبة الورديات.

## أجناس التوتاوية
- التوت
- البروسونتة
- Antiaris
- Antiaropsis
- Castilla
- Helicostylis
- مكلورة
- Maquira
- Mesogyne
- Naucleopsis
- Perebia
- Poulsenia
- Pseudolmedia
- Sparattosyce[2]